# Кохання поза законом
«Кохання поза законом» (ісп. Por amar sin ley) — мексиканський телесеріал 2018 року у жанрі драми та юридичної драми створений компанією Televisa. В головних ролях — Ана Бренда Контрерас, Девід Сепеда, Хуліан Гіл, Хосе Марія Торре, Серхіо Басаньєс, Алтаір Харабо, Гільєрмо Гарсія Канту. Перша серія вийшла в ефір 12 лютого 2018 р. Серіал має 2 сезони. Завершився 182-м епізодом, який вийшов у ефір 5 липня 2019 р. Продюсер серіалу — Хосе Альберто Кастро.
Серіал є адаптацією колумбійського серіалу «Закон серця», 2016 року.

## Сюжет
Алехандра збирається вийти заміж за Карлоса Ібарру, адвоката, фахівця із сімейного права. Але найщасливіший день її життя перетворюється на кошмар, бо в церкві її нареченого затримують, звинувачуючи у вбивстві.

## Актори та ролі
| Актор                 | Роль               |
| --------------------- | ------------------ |
| Ана Бренда Контрерас  | Алехандра Понсе    |
| Девід Сепеда          | Рікардо Бустаманте |
| Хуліан Гіл            | Карлос Ібарра      |
| Хосе Марія Торре      | Роберто Мореллі    |
| Серхіо Басаньєс       | Густаво Сото       |
| Алтаір Харабо         | Вікторія Ескаланте |
| Гільєрмо Гарсія Канту | Алонсо Вега        |
| Пабло Валентин        | Бенхамін Акоста    |
| Ілітія Мансанілья     | Олівія Суарес      |
| Джеральдін Басан      | Елена Фернандес    |
| Мойсес Арісменді      | Алан Паез          |
| Мануель Бальбі        | Леонардо Моран     |
| Віктор Гарсія         | Хуан Лопес         |
| Ева Седеньо           | Летиція Хара       |
| Азела Робінсон        | Паула Руїс         |
| Роберто Баллестерос   | Хайме Понсе        |
| Летісія Пердігон      | Сусана Лопес       |
| Іссабела Каміл        | Ізабель Паласіос   |
| Арлетт Пачеко         | Кармен             |
| Магда Каріна          | Соня               |
| Наталі Уманья         | Тетяна Медіна      |
| Лурдес Мунгія         | Лурдес             |
| Поллі                 | Аліса              |
| Даніела Альварес      | Фернанда Вісенсіо  |
| Кімберлі дос Рамос    | Софія Алькосер     |
| Марко Мендес          | Хав'єр Рівас       |
| Аксель Рікко          | Ауреліано Мартінес |
| Алехандра Гарсія      | Лорена Фуентес     |
| Мар Замора            | Ненсі Муньос       |
| Хуліо Вальядо         | Мануель Дюран      |
| Маурісіо Роусселон    | Агент Рауль Кіроз  |
| Марк Клотет           | Адріан Карбальо    |
| Алехандро Томмазі     | Ніколас Мореллі    |
| Еліас Кампос          | Хесус Родрігес     |
| Дієго Вел             | Улісес             |
| Лусія Сілва           | Мішель Сальгадо    |

## Сезони
| Сезон | Епізоди | Епізоди | Оригінальний показ | Оригінальний показ | Оригінальний показ |
| Сезон | Епізоди | Епізоди | Перший показ       | Останній показ     | Мережа             |
| ----- | ------- | ------- | ------------------ | ------------------ | ------------------ |
| 1     | 91      | 91      | 12 лютого 2018     | 17 червня 2018     | Las Estrellas      |
| 2     | 91      | 91      | 3 березня 2019     | 5 липня 2019       | Las Estrellas      |

## Аудиторія
| Країна трансляції | Сезон | Розклад      | Серії | Перший ефір        | Перший ефір | Останній ефір     | Останній ефір | Середній бал |
| Країна трансляції | Сезон | Розклад      | Серії | Дата               | Дата        | Дата              | Дата          | Середній бал |
| ----------------- | ----- | ------------ | ----- | ------------------ | ----------- | ----------------- | ------------- | ------------ |
| Мексика           | 1     | 21:30— 22:15 | 91    | 12 лютого 2018 р.  | 3,1         | 17 червня 2018 р. | 2,1           | 2,84         |
| Мексика           | 2     | 21:30— 22:15 | 91    | 3 березня 2019 р.  | 3,18        | 5 липня 2019 р.   | 2,70          | 2,77         |
| США               | 1     | 22:00— 23:00 | 87    | 5 березня 2018 р.  | 1,589       | 6 липня 2018 р.   | 1,648         | 1,518        |
| США               | 2     | 22:00— 23:00 | 84    | 12 березня 2019 р. | 1,19        | 26 липня 2019 р.  | 1,17          | 1,15         |

## Версії
| Рік  | Країна   | Українська назва | Оригінальна назва  | Кількість | Кількість | В головних ролях                                        | Компанія       | Канал          |
| Рік  | Країна   | Українська назва | Оригінальна назва  | сезонів   | серій     | В головних ролях                                        | Компанія       | Канал          |
| ---- | -------- | ---------------- | ------------------ | --------- | --------- | ------------------------------------------------------- | -------------- | -------------- |
| 2016 | Колумбія | Закон серця      | La ley del corazón | 2         | 277       | Лучано Д'Алессандро, Лаура Лондоньо, Себастьян Мартінес | RCN Televisión | RCN Televisión |

## Нагороди та номінації
| Рік  | Премія                         | Категорія                        | Номінант                                                                  | Результат |
| ---- | ------------------------------ | -------------------------------- | ------------------------------------------------------------------------- | --------- |
| 2019 | Premios TVyNovelas 2019        | Найкраща теленовела              | Хосе Альберто Кастро                                                      | Номінація |
| 2019 | Premios TVyNovelas 2019        | Найкращий актор                  | Девід Сепеда                                                              | Номінація |
| 2019 | Premios TVyNovelas 2019        | Найкращий актор-злодій           | Хуліан Гіл                                                                | Номінація |
| 2019 | Premios TVyNovelas 2019        | Найкращий заслужений актор       | Гільєрмо Гарсія Канту                                                     | Номінація |
| 2019 | Premios TVyNovelas 2019        | Найкраща акторка-партнерка       | Алтаір Харабо                                                             | Номінація |
| 2019 | Premios TVyNovelas 2019        | Найкращий актор-партнер          | Хосе Марія Торре                                                          | Номінація |
| 2019 | Premios TVyNovelas 2019        | Найкращий сценарій або адаптація | Моніка Агудело, Хосе Альберто Кастро, Ванеса Варела та Фернандо Гарсіліта | Номінація |
| 2019 | Premios TVyNovelas 2019        | Найкращий режисер                | Бернардо Нахера, Маурісіо Мансано                                         | Номінація |
| 2019 | Premios TVyNovelas 2019        | Найкращий акторський склад       | Хосе Альберто Кастро                                                      | Номінація |
| 2020 | Premios TVyNovelas 2020        | Найкраща теленовела              | Хосе Альберто Кастро                                                      | Номінація |
| 2020 | Premios TVyNovelas 2020        | Найкращий заслужений актор       | Гільєрмо Гарсія Канту                                                     | Номінація |
| 2020 | Premios TVyNovelas 2020        | Найкращий сценарій або адаптація | Хосе Альберто Кастро, Ванеса Варела та Фернандо Гарсіліта                 | Номінація |
| 2020 | Los favoritos del público 2020 | Найкрасивіший лиходій            | Хуліан Гіл                                                                | Номінація |
| 2020 | Los favoritos del público 2020 | Найкрасивіший                    | Девід Сепеда                                                              | Номінація |
| 2020 | Los favoritos del público 2020 | Найкрасивіший чоловік            | Гільєрмо Гарсія Канту                                                     | Номінація |
| 2020 | Los favoritos del público 2020 | Найкращий кінець                 | Хосе Альберто Кастро                                                      | Номінація |
| 2020 | Los favoritos del público 2020 | Найкращий акторський склад       | Хосе Альберто Кастро                                                      | Номінація |